# Principauté de Vladimir-Souzdal
Pour les articles homonymes, voir Souzdal (homonymie).
1168–1389
Entités précédentes :
- Rus' de Kiev

Entités suivantes :
- Grande-principauté de Moscou

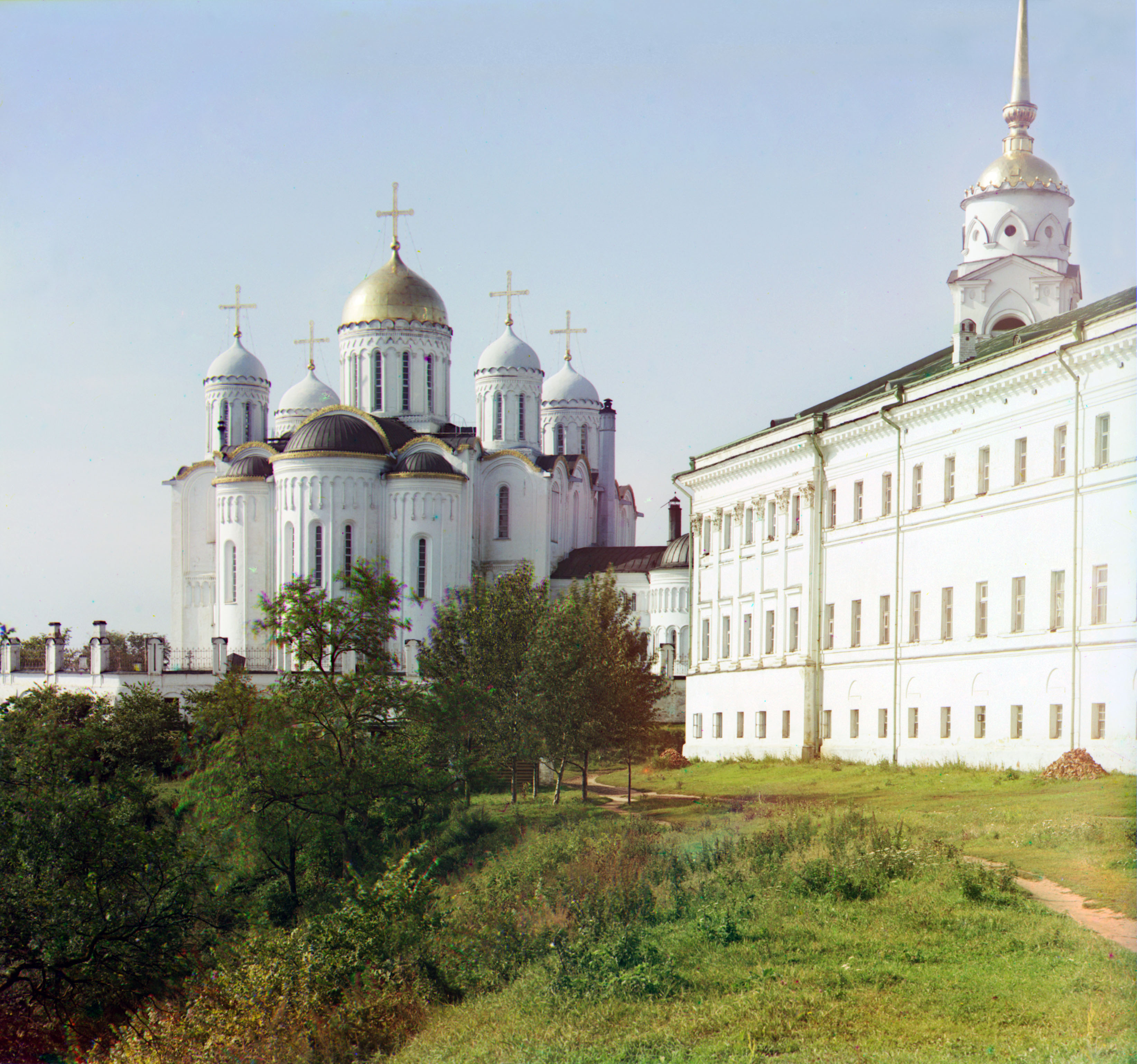
La cathédrale de l'Assomption à Vladimir construite en 1158-1160 fonctionna comme église-mère de toutes les églises russes au XIIIe siècle.

La principauté de Vladimir-Souzdal (en russe : Влади́миро-Су́здальское кня́жество, Vladimiro-Souzdalskoïe kniajestvo) est une principauté russe apparue au XIIe siècle après le démembrement de la Rus' de Kiev, d'abord gouvernée par des descendants du grand-prince de Kiev Iouri Dolgorouki. 
Devenue vassale de l'Empire mongol, puis de la Horde d'or (1239), elle se divise en onze principautés, parmi lesquelles la principauté de Moscou, qui devient la plus puissante : en 1325, Moscou est choisie au détriment de Vladimir comme siège par le métropolite de la Rus', point de départ d'une longue expansion. À partir de 1318, la principauté de Vladimir est dirigée par des princes de Moscou ou de Tver.
La principauté de Vladimir est parfois considérée comme le berceau de la langue russe et de la Russie.

## Histoire

### Origine
La principauté occupait un vaste territoire au nord-est de la Rous' délimitée approximativement par la Volga, l'Oka et la Dvina septentrionale avec comme cœur l'Opolié, c'est-à-dire la région comprenant Vladimir, Souzdal, Perselavl-Zalesski et Iouriev-Polski. Au XIe siècle la capitale était Rostov Veliki et les principales villes Souzdal, Iaroslavl et Belozersk.
Cette région, occupée par l'ethnie finnoise aujourd'hui éteinte des Meria, fut colonisée très anciennement par les Slaves qui se concentrèrent dans les villes : Rostov, Souzdal, Belozersk, Riazan, Mourom. Le territoire ne fut sans doute pas christianisé en profondeur sous Vladimir Ier, malgré les affirmations des chroniques russes, Livre des degrés et Chronique de Goustynia : Certes, Vladimir se rend en personne à Rostov, sans doute dans l'idée d'en faire une tête de pont de la christianisation vis-à-vis des populations finnoises et y envoie un évêque grec, Fédor ; le fils de Vladimir, Boris se voit quant à lui confier la tâche de gouverner, mais à sa mort, en 1015, le territoire demeure sans prince et deux évêques sont successivement chassés de la ville par les habitants.
Les choses changent sous Vladimir Monomaque. Le grand-prince déplaça en 1093 la capitale de Rostov à Souzdal et, quinze ans plus tard, fonda la ville de Vladimir sur la rivière Kliazma à 31 km au sud de Souzdal. Son fils Iouri Dolgorouki fut nommé prince de Rostov et de Souzdal et déplaça la capitale dans la nouvelle ville en 1157. Les boyards de Rostov et de Souzdal étaient cependant réticents et une brève guerre civile suivit.
Au milieu du XIIe siècle, la partie du sud de la Rus' fut pillée par des nomades turcophones et ses habitants commencèrent à migrer vers le nord. Dans ces zones précédemment boisées par la taïga, de nombreuses colonies fut alors construites telles Pereslavl-Zalesski, Kostroma, Dmitrov, Moscou, Iouriev-Polski, Ouglitch et Tver, toutes cités dont la fondation est attribuée (soit par l'histoire, soit par la légende populaire) à Iouri Dolgorouki.

### Apogée (1169-1239)
André Ier Bogolioubski augmenta de façon significative la puissance de la principauté, au détriment des principautés avoisinantes. Après la prise de Kiev en 1169, il refusa d'occuper le trône de Kiev et intronisa son frère cadet à sa place. Cet événement mit fin de fait à la suprématie de la Rus' de Kiev où le titre de grand-prince de Kiev ne fut ensuite disputé qu'entre de nombreux prétendants sans pouvoir réel. La capitale de l'État russe était désormais Vladimir et André Ier s'efforça de la développer. Il fut assassiné par des boyards dans sa résidence en 1174.

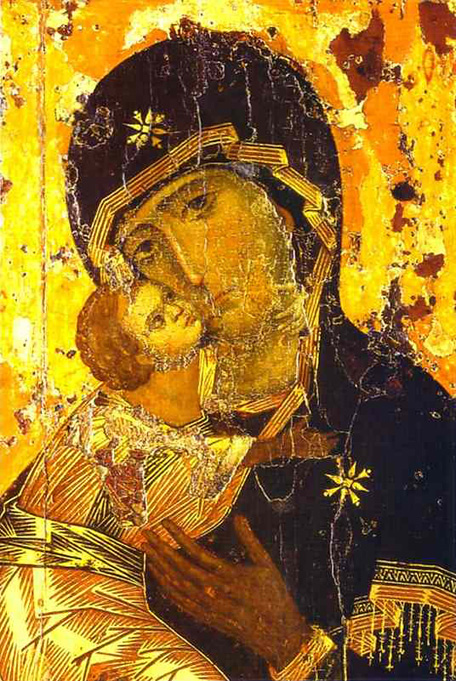
La vénération de Theotokos comme sainte protectrice de Vladimir fut introduite par le prince qui lui dédia de nombreuses églises et installa dans son palais une icône connue sous le nom de Theotokos de Vladimir.

Après un court interrègne, son frère, Vsevolod III obtient le trône de Vladimir. Il poursuit la plupart des politiques de son frère. Ses principaux ennemis furent au sud la principauté de Riazan et à l'est la Bulgarie de la Volga. Après plusieurs campagnes militaires, Riazan fut brûlé, et les Bulgares furent contraints de payer un tribut.
La mort de Vsevolod III en 1212 précipita un conflit dynastique. Son fils aîné Constantin Vladimirski, en gagnant le soutien de boyards expulsa l'héritier légitime, son frère Iouri II à Rostov. Six ans plus tard, à la mort de Constantin, Iouri réussit à revenir dans la capitale, il s'avéra être un dirigeant avisé qui vaincu définitivement la Bulgarie de la Volga et installa son frère Iaroslav à Novgorod. Cependant à la fin de son règne, les hordes mongoles sous le khan Batu prennent et brûlent Vladimir en 1238 et se mirent à dévaster les autres villes de la Rus'.

### Période de la domination mongole et ascension de Moscou (1239-1325)
Après l'invasion mongole, ni Vladimir, ni aucune des autres villes de la principauté ne réussirent à retrouver la puissance de la Rus'. 
La principauté devint vassale de l'Empire mongol puis de la Horde d'or. Les Mongols ne dirigent cependant la région que de manière indirecte et c'est seulement à partir de 1245 que la Horde de Batu effectue un recensement des ressources. En 1257, la première demande de tribut est exigée via Alexandre Nevski, prince de Novgorod. En 1259, le tribut est à nouveau exigé et Nevski joue de son influence pour faire accepter le paiement. 
Le grand-prince fut désormais nommé par le Grand Khan, et tous les kniazia reconnaissaient au départ la suzeraineté du grand-prince de Vladimir, mais son autorité effective était assez faible. En 1263, à la mort d'Alexandre Nevski, Novgorod parvint à restaurer leur statut particulier, percevant par eux-mêmes l'impôt dont une partie était ensuite reversée aux Mongols. La gouvernance de la Horde passait donc par le grand-prince nommé par le Khan en suivant la tradition russe de succession. 
Onze petits États étaient vassaux de grand-prince : les principautés de Moscou, de Tver, de Pereslavl-Zalesski, de Rostov, de Iaroslavl, d'Ouglitch, de Belozersk, de Kostroma, de Nijni Novgorod, de Starodub et de Iouriev-Polski. 
Le fait d'être sous la Horde permit aux principautés russes de profiter du commerce florissant vers le sud, notamment avec la vente des fourrures. La Horde favorisait aussi l'Église ainsi que les élites russes locaux contre leur loyauté. Au cours de la deuxième partie du siècle, Novgorod devint un port d'exportation de sel et de poisson puissant en lien avec la Ligue hanséatique. Les principautés russes se relevèrent aussi de l'invasion mongole, notamment Moscou et Tver.
En 1283, en pleine guerre civile larvée, Nogaï remplaça André III par Dimitri comme prince de Vladimir. Le nouveau khan Toqtaï, souhaitant marquer son indépendance de Nogaï, replaça André sur le trône de Vladimir en envoyant des troupes, qui pillèrent plusieurs villes russes. Ces interventions furent très mal vues par les principautés russes.  

### Période des princes étrangers (1318-1389)
Au cours des années suivantes, les relations se détendirent et l'ordre de succession traditionnel perdura. La relation entre la Horde et les russes étaient bénéfiques pour les deux partis. Les kniazia se rendaient souvent à Saraï auprès du khan permettant de renforcer sa puissance militaire et de prestige. L'équilibre de la relation fut cependant brisé lorsqu'en 1304, après la mort d'André III, la principauté de Vladimir échoua à Michel, prince de Tver. En effet, les principautés de Moscou et de Tver éclipsent peu à peu leurs rivales et l'arrivée d'un prince d'une autre principauté fit prendre peur à Iouri de Moscou. De plus, c'est le khan Toqtaï qui trancha entre les prétendants, Michel et Iouri et suivit alors la tradition en choisissant Michel. Cependant, Iouri refusa et se rebella. Après deux campagnes militaires, Iouri abandonna ses revendications mais marqua un développement critique de l'histoire de la Russie.
En 1313, Michel se rendit à Saraï rencontrer le nouveau khan, Özbeg, pour qu'il confirme ses droits princiers. En 1314, profitant de son absence, Iouri mena un siège sur Novgorod, qui proposa le trône à celui-ci. Michel, avec la permission et l'aide du khan, prit d'assaut Novgorod en 1315 et y réaffirma ses droits. Iouri fut alors convoqué par le khan à Saraï.    
Cependant, Özbeg lui fourni 20 000 archers à cheval et il fut nommé grand-prince à la place de Michel, il avait en effet promis fidélité au khan et affirmé qu'il serait un meilleur grand-prince que Michel. Iouri épousa la sœur du khan pour sceller l'alliance. Se lançant contre Tver, il fut défait en 1317 et sa femme capturée. Celle-ci décéda accidentellement en prison, Michel fut alors convoqué pour y être jugé puis exécuté.   
Iouri fut alors nommé directement par le khan grand-prince de Vladimir en fin d'année 1318 au mépris des règles de succession. Cependant, celui-ci devait encore défaire les fils de Michel, Dimitri et Alexandre et faire face à un refus de ses sujets de payer l'impôt. En 1322, Özbeg ne put que retirer son soutien à Iouri et le donner à Dimitri. En 1325, ce dernier fait assassiner Iouri, obligeant à nouveau le khan à intervenir et donner le titre à Alexandre, l'exécutant l'année suivante. 
Alexandre ne put payer l'impôt mongol et en 1327, Özbeg envoya un adjoint à Tver pour réclamer le tribut. Il fut tué par les habitants qui se soulevèrent. Özbeg intervint militairement pour remettre de l'ordre et saccagea la ville, Alexandre fuyant vers la Lituanie à Pskov. Il put revenir à Tver en 1337, mais il fut finalement exécuté, avec son fils, à Saraï, en 1339. 
En 1325, le métropolite de toute la Rus' déplaça son siège de Vladimir à Moscou. Ivan de Moscou, qui n'avait normalement pas le droit au trône, se présenta entre 1327 et 1332 devant le khan avec de nombreux cadeaux et reçut le titre de grand-prince. Pour renforcer sa légitimité et rester au pouvoir, Ivan absorba les petites principalités voisines et acheta de nombreuses terres. Les autres princes considéraient qu'il s'agissait alors d'une usurpation et s'en plaignirent au khan tout en refusant de payer l'impôt. Cependant, Ivan utilisa l'argent de Novogorod pour toujours payer les Mongols, utilisant une occupation militaire pour les forcer à payer. Sous Siméon et Ivan II, l'autorité de Moscou s'éroda et l'expansion territoriale était à l'arrêt. Pour contrebalancer l'opposition des princes, la relation avec la Horde était soignée avec des mariages et des cadeaux.  
Le beg Mamaï qui avait le pouvoir effectif de l'ouest de la Horde laisse le roi lituanien Olgierd soumettre les principautés de Tchernigov et de Pereslavl. Mamaï soutint Dimitri Ivanovitch contre Dimitri III Constantinovitch en 1362 avant de le démettre en 1370 car il ne réussit pas à percevoir l'impôt. Il transmit le titre à Mikhaïl Aleksandrovitch, prince de Tver mais Dimitri parvient à reprendre le titre après avoir empêcher Mikhaïl de se rendre à Vladimir et avoir rendu visite au beg pour se soumettre.
En 1374, Dimitri refusa à nouveau de payer le tribut, Mamaï lança alors contre eux une expédition qui fut repoussée par le grand-duc à la Voja (11 août 1378), puis dispersée à Koulikovo, au confluent du Don et de la Népriavda, le 8 septembre 1380. À partir de 1378, le titre de grand-prince de Vladimir est fusionné avec le principauté de Moscou pour devenir la Grande-principauté de Moscou, restant nominalement tributaire de la Horde sans pour autant payer le tribut.

## Suites
Les princes de Moscou réussissent à se libérer de la domination mongole, puis s'emparent de nombreux territoires.

## Rôle de la principauté dans la naissance de la civilisation russe

### Organisation religieuse
Les chrétiens orthodoxes n'ont pas de chef religieux unique. En ce qui concerne ces régions, elles sont au départ sous l'égide du patriarche de Constantinople (l'écriture cyrillique est inventée par le missionnaire grec Cyrille), puis apparaissent des patriarches locaux.
- métropolite de Vladimir, puis de Moscou (à l'origine du patriarcat de Moscou)

### La langue russe
Sur le plan linguistique, les territoires de la Rus' de Kiev se divisent ensuite en deux grands ensembles : les territoires de langue russe et les territoires de langues ruthènes (ou « russiennes »), dont sont issus l'ukrainien, le biélorusse et d'autres moins importantes (ces territoires ruthènes ont longtemps fait partie du grand-duché de Lituanie, très lié au royaume de Pologne).
La langue russe proprement dite s'élabore au Moyen Âge dans les principautés de Russie centrale, notamment celle de Vladimir-Souzdal. 
- Textes officiels
- Textes religieux
- Auteurs et ouvrages littéraires

### Architecture
Vladimir est dès le XIIe siècle un lieu de construction, notamment d'églises orthodoxes.
- Vladimir
  - Cathédrale de la Dormition de Vladimir : construite de 1158 à 1160 et agrandie de 1185 à 1189, décorée par Andreï Roublev et Daniil Tcherny ;
  - cathédrale Saint-Dimitri de Vladimir, construite entre 1194 et 1197 ;
  - Porte dorée (Vladimir), construite en 1158-1164.
- Souzdal

## Liste des grands-princes de Vladimir

### Princes de la lignée de Iouri Dolgorouki (1168-1318)
- 1168 - 1174 : André Ier Bogolioubski, premier grand-prince de Vladimir, fils de Iouri Dolgorouki
- 1174 - 1176 : Michel Ier, fils de Iouri Dolgorouki
- 1176 - 1212 : Vsevolod III le Grand Nid, onzième fils de Iouri Dolgorouki
- 1212 - 1216 : Iouri II, troisième fils de Vsevolod le Grand Nid
- 1216 - 1218 : Constantin Ier, fils aîné de Vsevolod le Grand Nid
- 1218 - 1238 : Iouri II
- 1238 - 1246 : Iaroslav II, quatrième fils de Vsevolod le Grand Nid
- 1246 - 1248 : Sviatoslav IV Gabriel, sixième fils de Vsevolod le Grand Nid
- 1248 - 1249 : Michel II dit « le Voleur », fils aîné de Iaroslav II
- 1249 - 1252 : André II, troisième fils de Iaroslav II
- 1252 - 1263 : Alexandre Ier Nevski, quatrième fils de Iaroslav II de Russie
- 1264 - 1271 : Iaroslav III, fils de Iaroslav II
- 1272 - 1276 : Vassili Ier de Kostroma, fils cadet de Iaroslav II
- 1276 - 1281 : Dimitri Ier de Pereslavl, second fils d’Alexandre Nevski
- 1281 - 1283 : André III Vladimirski, fils d’Alexandre Nevski
- 1283 - 1294 : Dimitri Ier de Pereslavl, second fils d’Alexandre Nevski
- 1294 - 1304 : André III Vladimirski, fils d’Alexandre Nevski
- 1304 - 1318 : Michel III de Tver, second fils de Iaroslav III

### Princes étrangers (1318-1389)
- 1318 - 1322 : Iouri III de Moscou
- 1322 - 1325 : Dimitri II de Tver
- 1325 - 1327 : Alexandre II de Tver
- 1328 - 1341 : Ivan Ier de Moscou (Ivan l'Escarcelle)
- 1341 - 1353 : Siméon de Moscou (Siméon le Superbe)
- 1353 - 1359 : Ivan II de Moscou (Ivan le Débonnaire)
- 1359 - 1362 : Dimitri III Constantinovitch
- 1362 - 1370 : Dimitri Ier de Moscou
- 1370 - 1375 : Mikhaïl II de Tver
- 1375 - 1389 : Dimitri Ier de Moscou